# Impero coloniale danese
Per Impero coloniale danese si intende l'Impero che la Danimarca costituì tra il Trecento e l'Ottocento, con possedimenti in America del Nord con la Groenlandia e le attuali isole Vergini Americane, Africa, con alcuni stanziamenti per breve tempo nell'attuale Ghana, Asia con stanziamenti seicenteschi nel sud dell'India (Tranquebar) e nel Bengala (Serampore e sulle Isole Nicobare) ed in Europa in cui i possedimenti danesi comprendevano Fær Øer, Norvegia ed Islanda.
Agli inizi dell'Ottocento si estendeva dunque su una superficie superiore ai due milioni e seicentomila chilometri quadrati (in larga parte ricoperti di ghiacci perenni), ridottisi poi a circa due milioni e trecentomila con la cessione della Norvegia alla Svezia nel 1815. Nel corso della prima guerra mondiale, le isole Vergini furono cedute agli Stati Uniti. De facto l'impero esiste ancora, dato che la Danimarca mantiene la sovranità sulla Groenlandia e sulle Isole Fær Øer, pur avendo assicurato a questi territori una larga autonomia.

## Colonie
Il primo possedimento danese in America del Nord fu la colonia della Terra di Baffin, fondata nel 1578, ma che fu abbandonata dopo solo due anni. Successivamente, la Groenlandia divenne un importante possedimento danese, con il controllo effettivo esercitato dalla metà del XVIII secolo. La Danimarca ebbe anche alcune colonie in Africa. Nel 1658, i danesi fondarono la colonia di Fort Christiansborg, nell'attuale Ghana, che venne abbandonata nel 1850. La Danimarca ebbe anche una breve presenza nella Costa d'Oro danese, l'attuale Ghana, dal 1683 al 1685.
In Asia, la Danimarca stabilì alcuni stanziamenti commerciali. Nel 1620, i danesi fondarono un insediamento commerciale a Tranquebar, nell'attuale Stato indiano del Tamil Nadu, che rimase sotto il controllo danese fino al 1845. La Danimarca ebbe anche una presenza a Serampore, nel Bengala, dal 1755 al 1845, e sulle isole Nicobare, dal 1756 al 1869. In Europa, i possedimenti danesi comprendevano le Fær Øer, l'Islanda e la Norvegia. La Norvegia, che faceva parte dell'Impero danese dal XIV secolo, fu ceduta alla Svezia nel 1814, dopo la sconfitta della Danimarca nella guerra con la Svezia. Mentre l'Islanda ottenne la completa indipendenza nel 1944 quando la Danimarca era occupata dalla Germania nazista. Le Fær Øer e la Groenlandia rimangono ancora oggi territori danesi, ma con un alto grado di autonomia all'interno del Regno di Danimarca.

### Economia
L'economia delle colonie danesi era fortemente basata sull'agricoltura e sull'esportazione di prodotti agricoli come zucchero, tabacco e cacao verso l'Europa. Questi prodotti erano coltivati da lavoratori schiavi e fornitori indigeni, che lavoravano in condizioni spesso estremamente difficili e sfruttate. La Danimarca sfruttò le sue colonie anche come mercato per i suoi prodotti tessili e altre merci, che venivano esportati verso le colonie e altri Paesi. Inoltre, la Danimarca sfruttò le sue colonie come base per il commercio con l'Asia e l'America centrale.
Nel XIX secolo, la Danimarca inizió a perdere la sua posizione come potenza coloniale a causa della competizione con le grandi potenze coloniali europee, come il Regno Unito e la Francia. La Danimarca cedette la maggior parte delle sue colonie al Regno Unito a partire dal 1850, mantenendo solo alcuni possedimenti nei Caraibi. Nonostante la Danimarca abbia tratto grandi profitti dalle sue colonie, l'economia delle colonie stesse rimase sviluppata solo in misura limitata, e la maggior parte dei profitti andò a beneficio del governo danese e le compagnie europee che operavano nelle colonie. L'economia delle colonie dipendeva anche fortemente dalla crescita e dalla stabilità dell'economia europea, che influiva sulla domanda dei prodotti agricoli delle colonie.

### Impatto culturale
L'impatto culturale delle colonie danesi sulla Danimarca stessa fu limitato, ma ci fu un certo scambio culturale con le popolazioni locali delle colonie. La Danimarca introdusse la sua lingua, la sua religione e le sue usanze in molte delle sue colonie, influenzando così la cultura locale.
Tuttavia, la maggior parte dell'impatto culturale delle colonie fu subìto delle popolazioni locali delle colonie, che furono fortemente influenzate dalla cultura europea e dalla presenza coloniale. Ad esempio, molte delle lingue parlate nelle colonie danesi furono influenzate dalla lingua danese e dall'inglese e molte tradizioni locali furono modificate o integrate con tradizioni europee.
Inoltre, l'economia delle colonie era fortemente basata sulla schiavitù, il che influenzò profondamente la cultura e le relazioni sociali nelle colonie. La schiavitù portò alla creazione di comunità multietniche e alla fusione di culture diverse, ma anche a tensioni e discriminazioni razziali che influenzarono le relazioni sociali per molti anni dopo la fine della schiavitù.

### Fine dell'Impero coloniale danese
L'Impero coloniale danese ebbe una fine graduale ed il processo di decolonizzazione iniziò nel XX secolo, a seguito di pressioni internazionali per la fine del colonialismo e del controllo straniero sui territori. La Norvegia, che faceva parte dell'Impero danese, si separò dalla Danimarca nel 1814, in seguito alla sconfitta della Danimarca nella guerra contro la Svezia. Nel 1917, le Isole Vergini furono vendute agli Stati Uniti per motivi economici, mentre la Groenlandia rimase sotto il controllo danese come territorio d'oltremare.
Dopo la seconda guerra mondiale, l'opinione pubblica internazionale si rivolse sempre più contro il colonialismo ed il controllo straniero sui territori, e ciò spinse la Danimarca a concedere maggiori diritti e autonomia alla Groenlandia. Nel 1953, la Groenlandia ricevette lo status di territorio d'oltremare danese, con rappresentanza in parlamento eletto. Negli anni '60, la Danimarca iniziò a concedere maggiore autonomia anche alle isole Fær Øer, che ricevettero il loro status di autogoverno nel 1948 e successivamente una maggiore autonomia nel 1979. Oggi, la Groenlandia e le Isole Fær Øer sono considerati territori autonomi all'interno del Regno di Danimarca e hanno un certo grado di controllo sulle loro questioni interne, mentre la Danimarca continua a mantenere la sovranità su questi territori.